# Emily Armstrong
Emily Marcia Armstrong (Los Angeles, 6 de maio de 1986), é uma cantora e compositora norte-americana. Descrita como a "Janis Joplin da era do arena rock", é co-fundadora da banda Dead Sara e atual vocalista da banda Linkin Park.

## Primeiros anos
Armstrong nasceu e cresceu em Los Angeles. Começou a compor músicas e tocar guitarra aos 11 anos, e a cantar aos 15. Ela abandonou o ensino médio, sabia que queria fazer parte de uma banda de rock assim que pegou a guitarra e não tinha interesse em fazer outra coisa. Em uma entrevista de 2012 ao El Paso Times, Armstrong disse que a música era a única coisa que a mantinha motivada na vida.

## Carreira musical

### Dead Sara

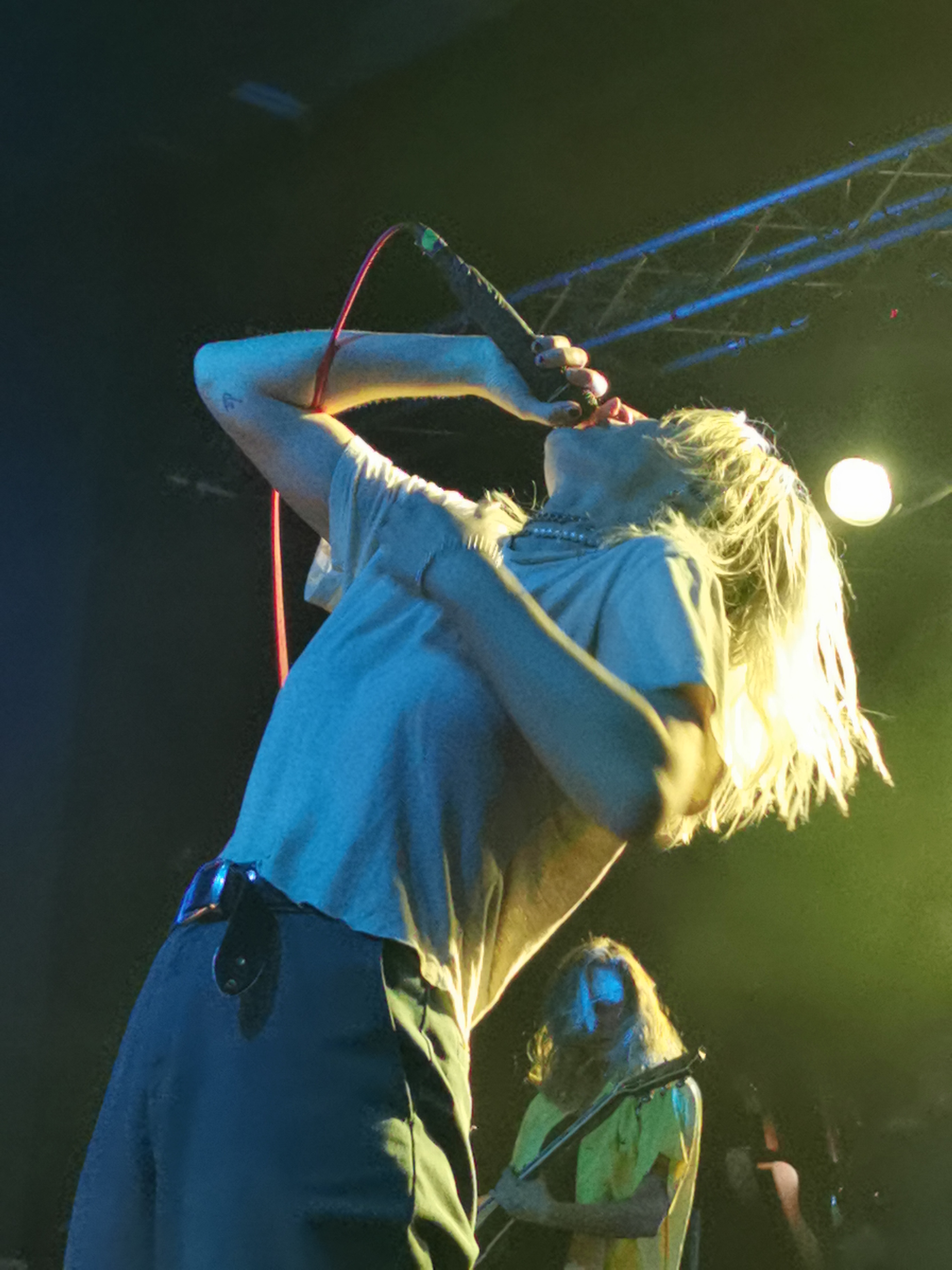
Emily em 2022 com a banda Dead Sara.

Emily Armstrong começou sua jornada musical em 2002, quando conheceu a guitarrista Siouxsie Medley através de um amigo em comum. Ambas compartilhavam uma paixão por bandas como Nirvana e L7, além de uma forte conexão com o folk e o blues dos anos 1960 e 1970, e com o rock clássico de ícones como Led Zeppelin e Fleetwood Mac, que ajudaram a moldar o som característico de sua banda, Dead Sara.
Inicialmente conhecido como Epiphany, o primeiro show do Dead Sara foi na boate The Mint de Los Angeles em março de 2005. Além de cantar, Armstrong tocou baixo. Armstrong também cofundou, em 2010, o selo indie Pocket Kid Records, onde lançou o álbum homônimo de estreia "Dead Sara", em 2012.
O primeiro single do álbum, "Weatherman", rapidamente se destacou como um sucesso no cenário indie rock, ajudando a banda a ganhar visibilidade. Após o lançamento do álbum, o Dead Sara participou de turnês pelos Estados Unidos e Europa, abrindo shows para artistas renomados, como Muse, e também foi um dos destaques da Warped Tour.

### Linkin Park

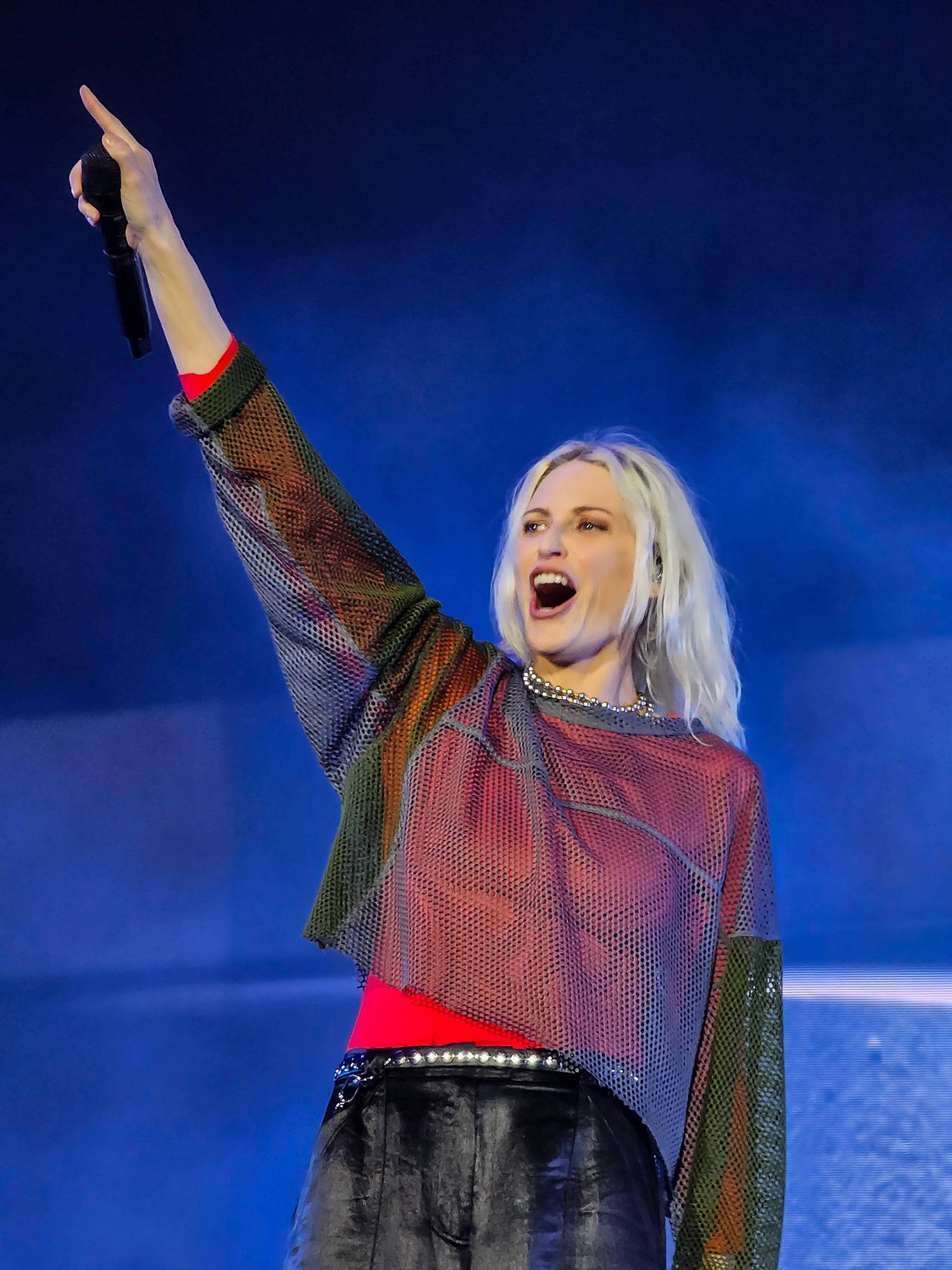
Emily Armstrong se apresentando com o Linkin Park na cidade de São Paulo em 2024.

No dia 5 de setembro de 2024, foi revelado que Emily Armstrong se juntou ao Linkin Park como vocalista principal, após sete anos em hiato da banda, por causa da morte do vocalista Chester Bennington. A estreia da nova vocalista ocorreu durante um evento transmitido ao vivo no mesmo dia. Eles apresentaram e lançaram "The Emptiness Machine", o single principal do próximo álbum do grupo, From Zero, que foi lançado em 15 de novembro de 2024.

## Vida pessoal
Ela nasceu em uma família profundamente envolvida com a Igreja da Cientologia, onde seus pais eram membros proeminentes, o que causou controvérsias entre os fãs de Linkin Park. De acordo com a BBC, sua mãe é Gail Armstrong, ex-porta-voz da Cientologia e editora sênior de consultoria da revista da igreja, Freedom.
Armstrong nunca abordou publicamente seus laços com a Igreja, e não está claro se ela ainda é membro. No entanto, várias das letras de Dead Sara sugerem críticas e rejeição aos ensinamentos da Cientologia.
O fundador da Cientologia, L. Ron Hubbard, caracterizou a homossexualidade como uma perversão, embora a igreja atualmente afirme que "não dita preferências sexuais" e negue acusações de homofobia. Armstrong cantou mordazmente atitudes religiosas em relação à sexualidade na canção Heaven's Got A Back Door, lançada em 2018. Isso levou alguns fãs a especularem que letras como essas indicariam que a cantora se desvinculou da Igreja.
Emily se identifica como queer. Em 2016, ela estava em um relacionamento com a modelo Kate Harrison.

## Discografia

### Com Dead Sara
- The Airport Sessions (2008)[20]
- Dead Sara (2012)
- Pleasure to Meet You (2015)
- The Covers  (2017)[21]
- Ain't It Tragic (2021)

### Com Linkin Park
- From Zero (2024)